# Phaeostigma (Caucasoraphidia) caucasicum
Phaeostigma (Caucasoraphidia) caucasicum is een kameelhalsvliegensoort uit de familie van de Raphidiidae. De soort komt voor in Turkije en Georgië.
Phaeostigma (Caucasoraphidia) caucasicum werd voor het eerst wetenschappelijk beschreven door Esben-Petersen in 1913.